# Knuckling
Als Knuckling wird ein Kabelfehler bezeichnet, bei dem sich der Kupferleiter eines Seekabels durch die Aderisolierung drückt. Bei der Legung wird das unter Zug stehende Seekabel durch die Armierung aufgedreht. Dabei wird auch die isolierte Kabelseele verlängert. Bei einem Nachlassen der Zugkraft und einem Rückgang der Verlängerung wird der über seine Elastizitätsgrenze beanspruchte Kupferleiter knieförmig durch die Isolierung hindurch gepresst. Dieser bei Guttaperchakabeln kaum beobachtete Fehler trat zunächst bei der Verwendung von Polyethylen (PE) auf.
Bei Verwendung von hochmolekularem Polyethylen und geeignetem Aufbau des Innenleiters kann der Fehler verhindert werden.